# 島本町長
島本町長（しまもとちょうちょう、英: Mayor of Shimamoto）は、日本の大阪府三島郡島本町の首長たる特別職の地方公務員。略称は町長（ちょうちょう）。

## 中川録太郎
昭和15年4月1日から昭和15年5月30日（初代）

## 藤原三右衛門
昭和15年5月31日から昭和16年7月9日（第2代）

## 西田為英
昭和16年8月10日から昭和19年8月28日（第3代）

## 水無瀬忠臣
昭和19年8月29日から昭和21年4月22日（第4代）

## 西田利一
昭和21年5月11日から昭和22年4月5日（第5代）
昭和22年4月6日から昭和26年4月4日（第6代）
昭和26年4月6日から昭和30年4月22日（第7代）
昭和30年4月30日から昭和30年11月14日（第8代）

## 森田彦二郎
昭和30年12月11日から昭和34年12月10日（第9代）
昭和34年12月11日から昭和34年12月10日（第10代）

## 山本常吉
昭和38年12月11日から昭和40年5月15日（第11代）

## 石井勇
昭和40年6月14日から昭和44年6月13日（第12代）

## 下村忠男
昭和44年6月14日から昭和48年6月13日（第13代）
昭和48年6月14日から昭和52年6月13日（第14代）
昭和52年6月14日から昭和56年6月13日（第15代）
昭和56年6月14日から昭和60年4月14日（第16代）

## 豊田雅
昭和60年4月21日から平成元年4月20日（第17代）
平成元年4月21日から平成5年4月20日（第18代）
平成5年4月21日から平成9年4月20日（第19代）
平成元年4月21日から平成5年4月20日（第20代）

## 村田匡
平成13年4月21日から平成17年4月20日（第21代）

## 川口裕
平成17年4月21日から平成21年4月20日（第22代）
平成21年4月21日から平成25年4月20日（第23代）
平成25年4月21日から平成29年4月20日（第24代）

## 山田紘平
平成29年4月21日から令和3年4月20日（第25代）
令和3年4月21日から現在（第26代）